# Ucraina ai Giochi della XXVIII Olimpiade
L'Ucraina partecipò ai Giochi della XXVIII Olimpiade, svoltisi ad Atene, Grecia, dal 13 al 29 agosto 2004, con una delegazione di 239 atleti impegnati in ventitré discipline.